# Cantonul Châteauneuf-du-Faou
Cantonul Châteauneuf-du-Faou este un canton din arondismentul Châteaulin, departamentul Finistère, regiunea Bretania, Franța.

## Comune
- Châteauneuf-du-Faou (reședință)
- Collorec
- Coray
- Landeleau
- Laz
- Leuhan
- Plonévez-du-Faou
- Saint-Goazec
- Saint-Thois
- Trégourez